# 2012 XE133
2012 XE133, também escrito como 2012 XE133, é um asteroide Aton que é um temporário coorbital de Vênus. O mesmo possui uma magnitude absoluta de 23,4 e tem um diâmetro com cerca de 72 metros.

## Descoberta
2012 XE133 foi descoberto no dia 12 de dezembro de 2012 pelo Catalina Sky Survey.

## Órbita
A órbita de 2012 XE133 tem uma excentricidade de 0,4332 e possui um semieixo maior de 0,72297 UA. O seu periélio leva o mesmo a uma distância de 0,4098 UA em relação ao Sol e seu afélio a 1,0361 UA.

## Estado dinâmico dequasi-satélitee evolução orbital
2012 XE133 foi identificado como um coorbital de Vênus seguindo um caminho de transição entre pontos de Lagrange L5 e L3 de Vênus. Além de ser um coorbital de Vênus, este objeto também é um asteroide cruzador de Mercúrio e da Terra. 2012 XE133 tem exibições de comportamento ressonante (ou quase ressonante) com Mercúrio, Vênus e Terra. A sua evolução dinâmica de curto prazo é semelhante ao dos outros dois coorbitais de Vênus, (322756) 2001 CK32 e 2002 VE68.

## Objeto potencialmente perigosa
2012 XE133 está incluído na lista do Minor Planet Center como um objeto potencialmente perigoso, como está periodicamente dentro de 0,05 UA da Terra. Ele vai se aproximar da Terra em 0,0055 UA (e da Lua em 0,0045 UA) em 30 de dezembro de 2028.